# Мішель Деон
Міше́ль Део́н (фр. Michel Déon, 4 серпня 1919 — 28 грудня 2016) — французький письменник, член Французької академії. Член Французької академії, він зазвичай асоціюється з рухом «гусарів».

## Біографія
Народився в Парижі. Закінчив ліцей Жансон-де-Саї. Навчався на юридичному факультеті Паризького університету. У 1942—1944 роки був редактором право-радикального часопису «Французька дія» та асистентом Шарля Морраса. Тривалий час жив у Греції, потім переїхав на постійне проживання до Ірландії. 1970 року одержав премію «Інтеральє» за роман «Дикі поні» («Les poneys sauvages»), а 1973 року — премію Велику премію Французької академії за роман, якою був відзначений його роман «Бузкове таксі» («Un taxi mauve»). 1978 року був обраний до Французької академії.
У 1999 році на знак протесту проти війни в Сербії він підписав петицію «Європейці хочуть миру», ініційовану колективом Non à la guerre. У червні 2004 року французькі університети вшанували його творчість симпозіумом у Сорбонні, організованим Аленом Ланавером і Тьєррі Лораном. У грудні 2006 року він підписав «Маніфест на захист Тридентської Меси», який з'явився в Le Figaro. У 2009 році видавництво Éditions de l'Herne опублікувало брошуру про його творчість. У 2010 році Мішель Деон був членом журі Премії Франсуази Саган. 7 листопада 2010 року, з нагоди 23-ї річниці Радіо Куртуазії, він був нагороджений премією Жан-Ферре. Він був «віце-консулом» Королівства Арауканії та Патагонії в Ірландії, згідно з великою грою, створеною його другом Жаном Распайлем.

## Твори
- 1944 Adieux à Sheila (Robert Laffont)
- 1946 Amours perdues (Bordas)
- 1950 Je ne veux jamais l'oublier (Plon)
- 1952 La Corrida (Plon)
- 1954 Le Dieu pâle (Plon)
- 1955 Tout l'amour du monde I, récits (Plon)
- 1955 Plaisirs (Editions de Paris) sous le nom de Michel Férou
- 1956 Lettre à un jeune Rastignac, libelle (Fasquelle)
- 1956 Les Trompeuses Espérances (Plon)
- 1958 Les Gens de la nuit (La Table ronde)
- 1960 La Carotte et le Bâton (La Table ronde)
- 1960 Tout l'amour du monde II, récits (La Table ronde)
- 1964 Louis XIV par lui-même (Gallimard)
- 1965 Le Rendez-vous de Patmos, récits (Gallimard)
- 1967 Un parfum de jasmin (Gallimard)
- 1967 Mégalonose (La Table ronde)
- 1970 Les Poneys sauvages (Gallimard), Prix Interallié
- 1973 Un taxi mauve (Gallimard), (Grand Prix du roman de l'Académie française)
- 1975 Le Jeune Homme vert (Gallimard)
- 1975 Thomas et l'infini, récit pour enfants (Gallimard)
- 1977 Les Vingt Ans du jeune homme vert (Gallimard)
- 1981 Un déjeuner de soleil (Gallimard)
- 1984 Je vous écris d'Italie (Gallimard)
- 1987 La Montée du soir (Gallimard)
- 1987 Ma vie n'est plus un roman (Gallimard)
- 1990 Un souvenir (Gallimard)
- 1992 Le Prix de l'amour (Gallimard)
- 1992 Ariane ou l'oubli (Gallimard)
- 1993 Pages grecques, récits (Le Balcon de Spetsai, Le Rendez-vous de Patmos, Spetsai revisité) (Gallimard)
- 1993 Parlons-en… (in collaboration with Alice Déon) (Gallimard)
- 1995 Je me suis beaucoup promené… (La Table ronde)
- 1995 Une longue amitié, lettres d'André Fraigneau et Michel Déon (La Table ronde)
- 1995 Le Flâneur de Londres (Robert Laffont)
- 1996 La Cour des grands (Gallimard)
- 1998 Madame Rose (Albin Michel)
- 1998 CANDOMBLE MEMORIES — Omindarewa Iyalorisa MÉMOIRES DE CANDOMBLÉ — Omindarewa Iyalorisa[18]
- 1999 Pages françaises, récits (Mes arches de Noé, Bagages pour Vancouver, Post-Scriptum) (Gallimard)
- 2001 Taisez-vous… j'entends venir un ange (Gallimard)
- 2002 Une affiche bleue et blanche (Gallimard)
- 2002 Mentir est tout un art (Le Rocher)
- 2004 La Chambre de ton père (Gallimard)
- 2005 Cavalier, passe ton chemin! (Gallimard)
- 2006 Œuvres (Gallimard)
- 2009 Lettres de château (Gallimard)
- 2009 Cahier Déon (L'Herne). Previously unpublished documents, essays and letters.
- 2009 Journal (L'Herne)
- 2011 Nouvelles complètes (Gallimard)
- 2011 Tout l'amour du monde
- 2013 À la légère (Finitude)